# Otto Voelckers
Otto Voelckers, richtig: Otto Völckers, (* 9. November 1888 in Kassel; † 6. Dezember 1957 in München) war ein deutscher Architekt und Fach- und Romanautor.
Völckers war der Sohn des Senatspräsidenten am Oberlandesgericht zu Hamm, Johannes Heinrich Adolf Völckers (* am 24. September 1846 in Goddersdorf, Kreis Oldenburg in Holstein, † 12. November 1912 in Berlin) und der Elisabeth Johanna Ernestine Schwerdtfeger (* am 16. November 1853 in Travenort in Holstein, † 14. Februar 1893 in Kassel), die am 18. Oktober 1876 geheiratet hatten.

## Leben
In den 1920er Jahren war Völckers zunächst als Filmarchitekt, zunächst für die Bavaria, später für die UFA, tätig. So schuf er in Manfred Noas zweiteiligem Monumentalstummfilm Helena aus dem Jahre 1924 die umfangreichen Filmbauten.
Bereits Ende des Jahrzehnts machte er das Werk des finnischen Architekten Alvar Aalto in Deutschland bekannt.
Im Jahr 1928 richtete Erich Dieckmann mehrere Räume einer Musterwohnung von Otto Voelckers mit Typenmöbeln ein, diese Möbel waren während der Ausstellung Heim und Technik in München gezeigt worden.
Bis 1933 war Völckers Herausgeber der Zeitschrift Stein Holz Eisen.
Nach dem Kriegsende engagierte sich Völckers sehr für den Wiederaufbau Münchens und gehörte zu den wenigen Architekten, die im Sinne einer Anknüpfung an die Ideen des Neuen Bauens eine radikal neue Bebauungsform der Altstadt vorschlugen. Völckers Wiederaufbauplan sah eine geschlossene Neubebauung durch große Baublöcke in genossenschaftlichem Besitz vor, in deren glasbedeckten Passagen und Kaufhöfen ein reges Sozialleben entstehen sollte. Auch im Falle des geplanten Wiederaufbaus des Frankfurter Goethehauses plädierte Völckers für eine völlige Neugestaltung, konnte sich jedoch gegen den originalgetreuen Entwurf von Theo Kellner nicht durchsetzen.
Bekannt wurde Völckers auch durch seine Entwürfe für Notstands-Kleinstwohnungen, die von dem Münchener Wiederaufbau-Referat 1945–1946 in Auftrag gegeben wurden. Diese Kleinstwohnungen durften nach Vorschrift der Besatzungsbehörden nur eine Wohnfläche von maximal 4 m² pro Person haben; Völckers versuchte, aus diesen Beschränkungen das „Bestmögliche an Brauchbarkeit, Wohnlichkeit und Schönheit herauszuholen“.
Von 1950 bis zu seinem Tod war er Mitherausgeber der Fachzeitschrift Glasforum.
Völckers war Mitglied im Deutschen Werkbund (DWB).
Otto Völckers war seit dem 9. März 1912 mit Maria Theresia Völckers, geb. Kayser (* 4. Juli 1883 in Berlin) der Tochter des Geologen Emanuel Kayser und Nichte des Physikers Heinrich Kayser verheiratet. Aus der Ehe gingen zwei Kinder, der Kapellmeister und Musikwissenschaftler Jürgen Völckers (1913–1990) und die Ärztin Renate Cäcilie Völckers (* 5. Oktober 1915 in München) hervor.

## Werk

### Schriften
Romane
- Der Schmied der Götter. Leben und Liebe des Hephaistos. Societäts-Verlag, Frankfurt am Main, 1939, 3. A. 1962.
- Die Unsterblichen.Begegnungen mit den Göttern und Helden der alten Welt. Mit 10 Aquarellen von Marie Reimer. Gebr. Richters Verlagsanstalt, Erfurt, 1943.

Fachliteratur
- Die neue Volksschule in Celle – Ein Beitrag zum Problem des neuzeitlichen Schulhauses. Verlag Englert & Schlosser, Frankfurt am Main 1929.
- Wohnbaufibel. Für Anfänger und solche, die glauben es nicht mehr zu sein. Julius Hoffmann Verlag, Stuttgart 1932.
- Deutsche Hausfibel. Staackmann, Leipzig 1937.
- Glas und Fenster. Ihr Wesen, ihre Geschichte und Bedeutung in der Gegenwart. Bauwelt Verlag, Berlin 1939.
- Dorf und Stadt. Eine deutsche Fibel. Staackmann, Leipzig 1942.
- Glas als Baustoff. Verlagsgesellschaft Rudolf Müller, Eberswalde / Berlin / Leipzig 1944.
- Bauen mit Glas. Julius Hoffmann Verlag, Stuttgart 1948.
- Grundrissbildung im Wohnbau, Julius Hoffmann Verlag, Stuttgart 1948.
- Das Grundrißwerk. 1400 Grundrisse ausgeführter Bauten jeder Art mit Erläuterungen, Schnitten und Schaubildern. 3. Auflage. Julius Hoffmann Verlag, Stuttgart 1949.
- Wohnraum und Hausrat. Eine Fibel. Baessler, Bamberg 1949.
- Fenster mit oder ohne Sprossen? Deutsche Libbey-Owens-Gesellschaft, Gelsenkirchen-Rotthausen 1949.
- So wohnen die Völker der Erde. Cassineum, Donauwörth 1949.

Aufsätze
- Die Klosteranlagen der Karthäuser in Deutschland. In: Zeitschrift für Bauwesen. Nr. 10, 1921, Sp. 313–322 (zlb.de).
- Ottobeuren. In: Zeitschrift für Bauwesen. Nr. 10, 1922, Sp. 288–298 (zlb.de).
- Megaron, neuer Beitrag zur Denkmälerkunde des abendländischen Wohnbaues. In: Monatshefte für Baukunst und Städtebau, Bauwelt-Verlag, Berlin, Band 22, 1938, S. 241–248.
- Das Haus des Odysseus, S. 43–46.
- Wie die Völker wohnen, S. 56–60.
- Europäische Bürgerhäuser im Altertum und Mittelalter. Gezeichnet und beschrieben von Otto Völckers. In: Lindauer Bilderbogen, 1948, Nr. 14, Jan Thorbecke Verlag, Lindau.
- Europäische Bürgerhäuser von der Renaissance bis zur Neuzeit. Gezeichnet und beschrieben von Otto Völckers. In: Lindauer Bilderbogen, 1948, Nr. 14, Jan Thorbecke Verlag, Lindau.

### Bauten und Entwürfe
- 1914: Entwurf Haus Kammersänger K. in München[6]
- vor 1915: Haus Dr. Drevermann in Frankfurt-Eschersheim, Häberlinstraße / Keßlerstraße (verändert)[6]
- vor 1915: Entwurf zu einem Haus und Garten am Schloßberg in Marburg[6]
- 1923: Entwurf der Kulissen zu dem zweiteiligen Monumentalfilm Helena
- 1925: Entwurf für ein großes Reihenhaus in dunkelroter Farbgebung für München
- vor 1926: Haus Auf der Kupferschmiede[7]
- 1928: Kleinwohnung auf der Münchener Ausstellung „Heim und Technik“[8]

## Filmografie
- 1921: Der heilige Hass
- 1922: Nathan der Weise
- 1923: Das Wirtshaus im Spessart
- 1923: Mädchen, die man nicht heiratet
- 1924: Sklaven der Liebe
- 1924: Helena (2 Teile)
- 1924: Hochstapler wider Willen
- 1924: Die Königsgrenadiere
- 1925: Das Parfüm der Mrs. Worrington
- 1925: Frauen, die nicht lieben dürfen
- 1925: Das Abenteuer einer Brautnacht
- 1926: Die Fürstin der Riviera
- 1926: Das deutsche Mutterherz
- 1926: Die Liebe der Bajadere
- 1926: Fräulein Mama
- 1927: Hotelratten
- 1927: Die Königin des Varietés